# Athmallik
Athmallik est une ville de l'Inde dans l'Orisha, qui fut la capitale d'un État princier.

## Histoire
En 1874, le territoire d'Athmallik (jagir) est reconnu en tant qu'État.
La principauté a été intégrée à l'État de l'Odisha.

## Dirigeants (Râja)
- 1874 - 1877 : Jogendra Samant
- 1877 - 190? : Mahendra Deo Samant
- 190? - 1918 : Bibhendra Deo Samant
- 1918 - 1947 : Kishor Chandra Deo Samant